# زعنفة السمكة

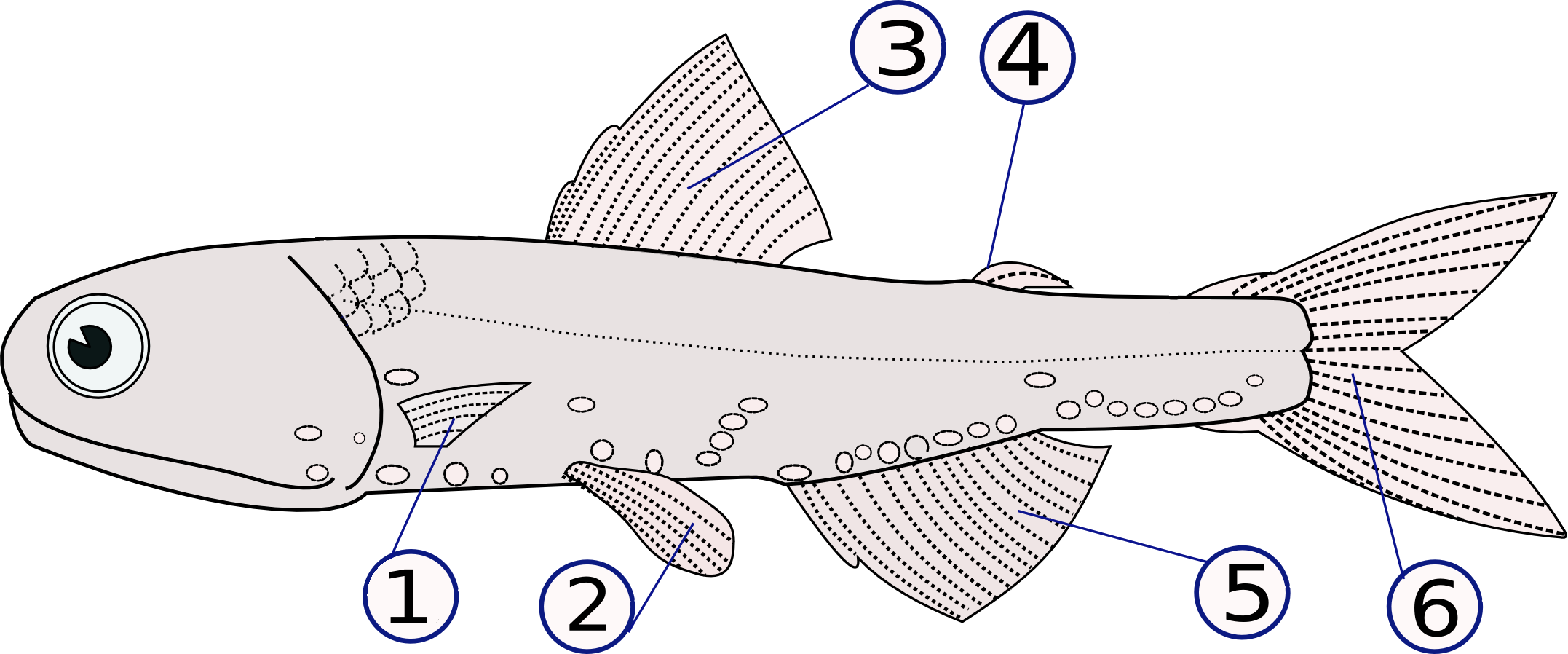
صورة توضح الزعانف لسمكة من العظميات، من الأسماك الفانوسية
(1) زعنفة صدرية (مزدوجة)، (2) زعنفة حوضية (بطنية) (مزدوجة)، (3) زعنفة ظهرية،
(4) زعنفة دهنية، (5) زعنفة شرجية، (6) زعنفة ذيلية

زِعْنِفَةُ (أَوْ زَعْنَفَةُ) السَّمَكَةِ (بالإنجليزية: Fish fin)‏ هي أكثر السمات المميزة للسمكة، وهي بمثابة جَناحُها، ويتألف من الأشواك العظمية بارزة عن الجسم وعليها جلد تغطيها وتضمها معا، إما بطريقة شبكية، كما هو حال معظم الأسماك العظمية، أو ما شابه ذلك إلى زعنفة، مثل أسماك القرش. وبصرف النظر عن الذيل أو الزعنفة الذيلية، والزعانف ليس لها اتصال مباشر مع العمود الفقري ومعتمدة من قبل العضلات فقط.

## المهام
المهمة الرئيسية لها هي مساعدة الأسماك لتسبح. وتوجد الزعانف في أماكن مختلفة على الأسماك وتخدم أغراض مختلفة، مثل التحرك إلى الأمام، والتحول، والحفاظ على وضع قائم أو التوقف. ومعظم الأسماك تستخدم الزعانف عند السباحة.

## أنواع الزعانف
1 الزعنفة الصدرية
تقع الزعانف الصدرية الزوجية على كل جانب، عادة خلف الغطاء الخيشومي، وهم متماثل لرباعيات الأرجل الأمامية.
هناك وظيفة غريبة للزعانف الصدرية، وهي ذات درجة عالية من التطور في بعض الأسماك، تستعمل لخلق قوة رفع ديناميكية تساعد بعض الأسماك مثل أسماك القرش، في الحفاظ على العمق وأيضا تمكن الاسماك من الارتفاع للتحليق كالاسماك الطائرة.
في كثير من الأسماك تساعد الزعانف الصدرية فيالمشى عند الاسماك المشائة، وخاصة في زعانف تشبه الفص عند بعض سمك أبو الشص وفي سمكة نطاط الطين.

يمكن لأشعة معينة من الزعانف الصدرية ترشد التوفعات اللازمة للاسماك مثل Sea robin وسمك الميج الطائر.
2 الزعنفة الدهنية
هي زعنفة لينة، الزعانف لحمي تكون في الظهر خلف الزعنفة الظهرية وإلى الأمام فقط من الزعنفة الذيلية. فهي غائبة في كثير من أنواع الأسماك، ولكن وجدت في السالمون، وفصيلة الخراقينية وسمك السلور. ظلت وظيفتها لغزا. ويظن العلماءان الزعنفة قد تكون حيوية للاستكشاف والاستجابة للمنبهات مثل اللمس والصوت وتغيرات في الضغط. حدد باحثون كنديون شبكة العصبية في الزعنفة، مشيرا إلى أنه من المرجح لها وظيفة حسية، ولكن لا تزال غير متأكد بالضبط ما عواقب إزالتها.
3 الزعنفة الظهرية
4  زعنفة الحوضية (زعانف بطنية) 
تقع الزعانف الحوضية أو البطنية الزوجية باطنيا تحت وخلف الزعانف الصدرية. هي متماثلة لhindlimbs من رباعيات الأرجل. الزعنفة الحوضية تساعد الأسماك في الذهاب صعودا أو هبوطا عن طريق المياه، وتحول بشكل حاد، ووقف بسرعة.والمساعدة في السيطرة على الاتجاه.
في سمكة الجوبي غالبا ما تنصهر زعانف الحوض في قرص واحد ماص (لاعق). ويمكن أن تستخدمه لتعلق على الكائنات.
5 الزعنفة الشرجية
تقع على السطح البطني خلف فتحة الشرج. وتستخدم هذه الزعانف لتحقيق الاستقرار في الأسماك أثناء السباحة.
6 الزعنفة الذيلية
تقع زعنفة الذيل في نهاية السويقة الذيلية في مؤخرة السمكة وتستخدم للدفع

## الأسماك العظمية

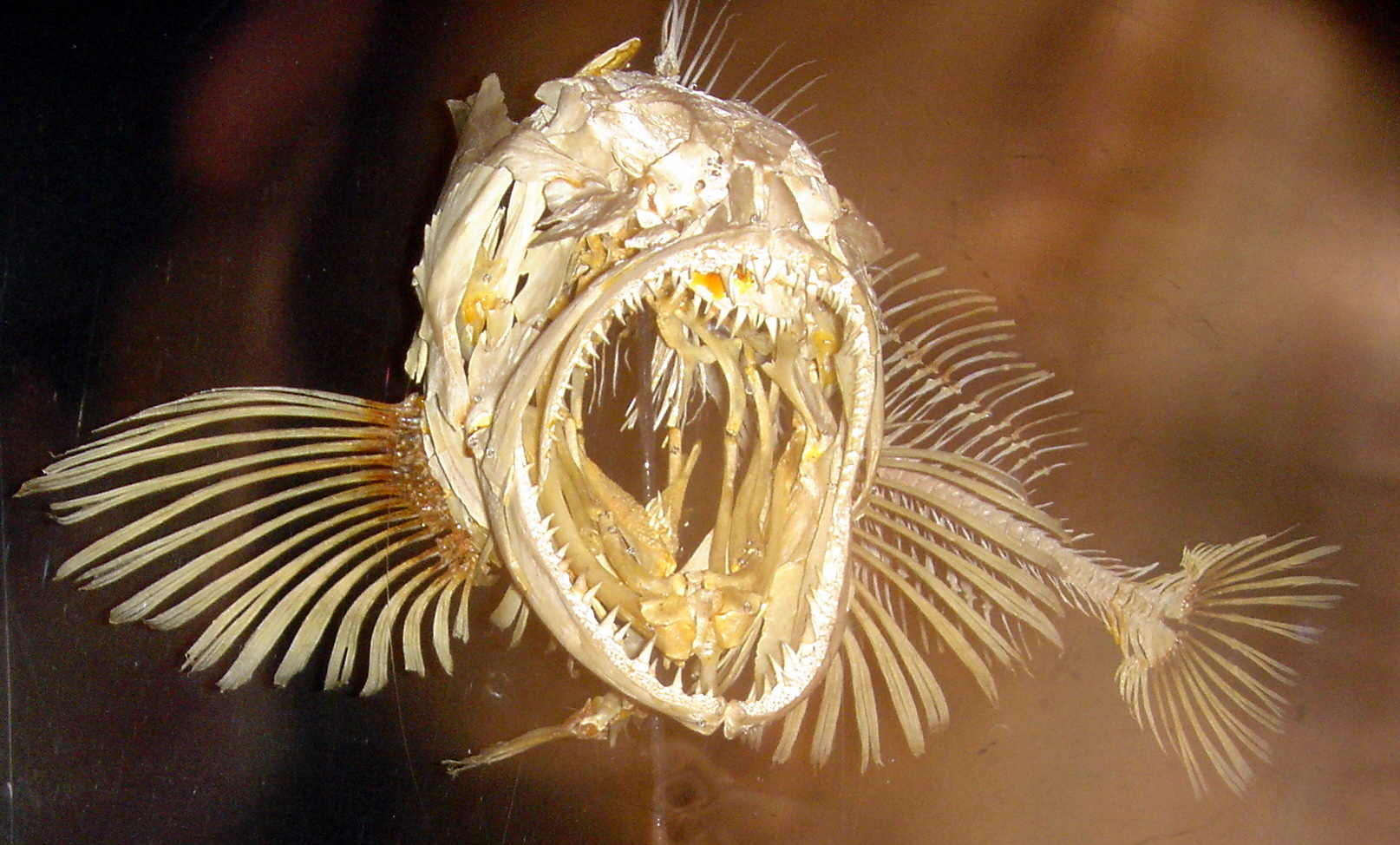
هيكل عظمي لأسماك شعاعية الزعانف

تشكل الأسماك العظمية مجموعة تصنيفية تسمى العظم (Osteichthyes). وتكون لديها هياكل عظمية من العظام، ويمكن أن تتقارن مع الأسماك الغضروفية التي لها هياكل عظمية مصنوعة من الغضاريف. وتنقسم الأسماك العظمية إلى أسماك شعاعية الزعانف ولحمية الزعانف. وتكون معظم الأسماك ذات زعانف شعاعية، وهي مجموعة متنوعة للغاية ووفيرة وتتألف من أكثر من 30000 نوع. إذ أنها تُشكل أكبر فئة من الفقاريات الموجودة اليوم. أما في الماضي البعيد فقد كانت الأسماك ذات الزعانف اللحمية وفيرة أكثر. وفي الوقت الحاضر انقرضت بشكل رئيسي، مع بقاء ثمانية أنواع فقط حية. الأسماك العظمية لها أشواك وأشعة للزعنفة تسمى ليبيدوتريشيا (lepidotrichia). وبالعادة ما يكون لديهم قربة مملوءة بالهواء للسباحة، مما يسمح للأسماك بإنشاء توازن محايد بين الغرق والطفو دون الحاجة إلى استخدام زعانفها. ومع ذلك فإن قربة السباحة غائبة في العديد من الأسماك، وعلى الأخص في أسماك الرئة، وهي الأسماك الوحيدة التي احتفظت بالرئة البدائية الموجودة في السلف المشترك للأسماك العظمية والتي نشأت منها قربة السباحة. تحتوي الأسماك العظمية أيضًا على غطاء خيشومي يساعدها على التنفس دون الحاجة إلى استخدام الزعانف للسباحة.

### لحميات الزعانف

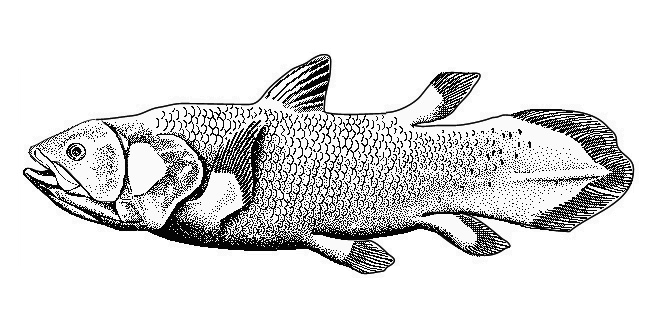
الأسماك لحميات الزعانف مثل هذه السمكة شوكية الجوف (سيلاكانث)، لها زعانف تُحمل على ساق دهنية تُشبه الفصوص حرشفية تمتد من الجسم. ونظرًا للعدد الكبير من الزعانف التي تمتلكها، تتمتع أسماك السيلاكانث بقدرة عالية على المناورة ويمكنها توجيه أجسامها في أي اتجاه تقريبًا في الماء.

تشكل الأسماك ذات الزعانف اللحمية فئة من الأسماك العظمية تسمى ساركوبتريجيي (Sarcopterygii). لديهم زعانف دهنية ولحمية مفصصة وزوجية، ترتبط بالجسم بواسطة عظمة واحدة. وتختلف زعانف الأسماك لحمية الزعانف عن تلك الموجودة في جميع الأسماك الأخرى من حيث أن كل منها يُحمل على ساق سمين يشبه الفصوص وحُرشفي يمتد من الجسم. الزعانف الصدرية والحوضية لها مفاصل تشبه تلك الخاصة بأطراف رباعي الأرجل. وقد تطورت هذه الزعانف إلى أرجل أول الفقاريات الأرضية رباعي الأرجل، البرمائيات. وكما أنها تمتلك زعنفتين ظهريتين بقواعد منفصلة، على عكس الزعنفة الظهرية المفردة للأسماك ذات الزعانف الشعاعية.

سمك السيلاكانث هو سمكة لحمية الزعانف لا تزال موجودة. ويُعتقد بأنها تطورت إلى شكلها الحالي تقريبًا منذ حوالي 408 مليون سنة، خلال العصر الديفوني المبكر. إن حركة السيلكانث فريدة من نوعها. للتنقل تستفيد أسماك السيلاكانث في الغالب من صعود أو هبوط التيار والانجراف. يستخدمون زعانفهم المزدوجة لتثبيت حركتهم عبر الماء. وأثناء وجودهم في قاع المحيط، لا يتم استخدام زعانفهم المزدوجة في أي نوع من الحركة. ويمكن أن تخلق السيلاكانث قوة دفع لبدء حركة سريع باستخدام زعانفها الذيلية. ونظرًا للعدد الكبير من الزعانف التي تمتلكها، تتمتع أسماك السيلاكانث بقدرة عالية على المناورة ويمكنها توجيه أجسامها في أي اتجاه تقريبًا في الماء. لقد شوهدوا وهم يقفون على رؤوسهم ويسبحون وبطونهم للأعلى. ويُعتقد أن عضوهم المنقاري يساعد في إعطاء السيلاكانث الحس الكهربائي، والذي يساعد في حركتهم حول العقبات.

### شعاعيات الزعانف

الحدوق وهو نوع من سمك القد، ذو زعانف شعاعية. لها ثلاث زعانف ظهرية واثنتان شرجيتان

تشكل الأسماك شعاعية الزعانف فئة من الأسماك العظمية تسمى أكتينوبتريجي (Actinopterygii). زعانفها تحتوي على أشواك أو أشعة. وقد تحتوي الزعنفة على أشعة شوكية فقط أو أشعة ناعمة فقط أو مزيج من الإثنين معًا. وفي حالة وجود كليهما تكون الأشعة الشوكية دائمًا أمامية. تكون الأشواك بشكل عام صلبة وحادة. وتكون الأشعة بشكل عام ناعمة ومرنة ومجزأة وقد تكون متفرعة. تجزئة الأشعة هو الفرق الرئيسي الذي يفصل بينها وبين الحسك. قد تكون أشواك الحسك مرنة في بعض الأنواع لكنها لن تكون مجزأة أبدًا.
للحسك مجموعة متنوعة من الاستخدامات. ففي سمك السلور يتم استخدامها كشكل من أشكال الدفاع؛ العديد من أسماك السلور لديها القدرة على قفل عظم الحسك للخارج. وتستخدم الأسماك الزنادية أيضًا أشواك الحسك لإغلاق الشقوق لمنعها من الانسحاب.

عادة ما تتكون أسماك ليبيدوتريشيا (بالإنجليزية: Lepidotrichia)‏ من العظام، ولكن في الأسماك العظمية السابقة مثل تشيروليبي [الإنجليزية] (بالإنجليزية: Cheirolepis)‏، كان هناك أيضًا عاج ومينا. وهي مجزأة وتظهر كسلسلة من الأقراص مكدسة واحدة فوق الأخرى. وقد تكون مشتقة من قشور الجلد. ويُعتقد أن الأساس الجيني لتكوين أشعة الزعانف هو جينات مشفرة لإنتاج بروتينات معينة. ولقد تم اقتراح أن تطور الطرف رباعي الأرجل من الأسماك ذات الفصوص ذات الزعانف مرتبط بفقدان هذه البروتينات.

## الأسماك الغضروفية

الأسماك الغضروفية مثل هذا القرش، لها زعانف ممدودة ومدعومة بأشعة ناعمة وغير متقطعة تسمى سيراتوتريشيا (ceratotrichia)، وهي خيوط من البروتين المرن تشبه الكيراتين القرني في الشعر والريش

تتشكل الأسماك الغضروفية من فئة من الأسماك تسمى الغضروفية (بالإنجليزية: Chondrichthyes)‏. لديهم هياكل عظمية مصنوعة من الغضاريف وليس العظام. ويشمل هذا الصنف أسماك القرش والراي وكيمايرا. الهياكل العظمية لزعانف القرش مستطيلة ومدعومة بأشعة ناعمة وغير مقسمة تسمى سيراتوتريشيا (بالإنجليزية: ceratotrichia)‏، وهي خيوط من البروتين المرن تشبه الكيراتين القرني في الشعر والريش. في الأصل لم يكن هناك اتصال بين المشدات الصدرية والحوضية، والتي لا تحتوي على أي عناصر جلدية. في الأشكال اللاحقة أصبح كل زوج من الزعانف متصلاً بطنيًا في المنتصف عندما تطورت قضبان الكتف والعانة. في سمكة الراي تكون الزعانف الصدرية متصلة بالرأس وهي مرنة للغاية. واحدة من الخصائص الأساسية الموجودة في معظم أسماك القرش هي الذيل غير المتجانس، والتي تساعد في الحركة. معظم أسماك القرش لها ثماني زعانف. ولا يمكن لأسماك القرش إلا أن تبتعد عن الأشياء الموجودة أمامها مباشرة لأن زعانفها لا تسمح لها بالتحرك في اتجاه الذيل أولاً.

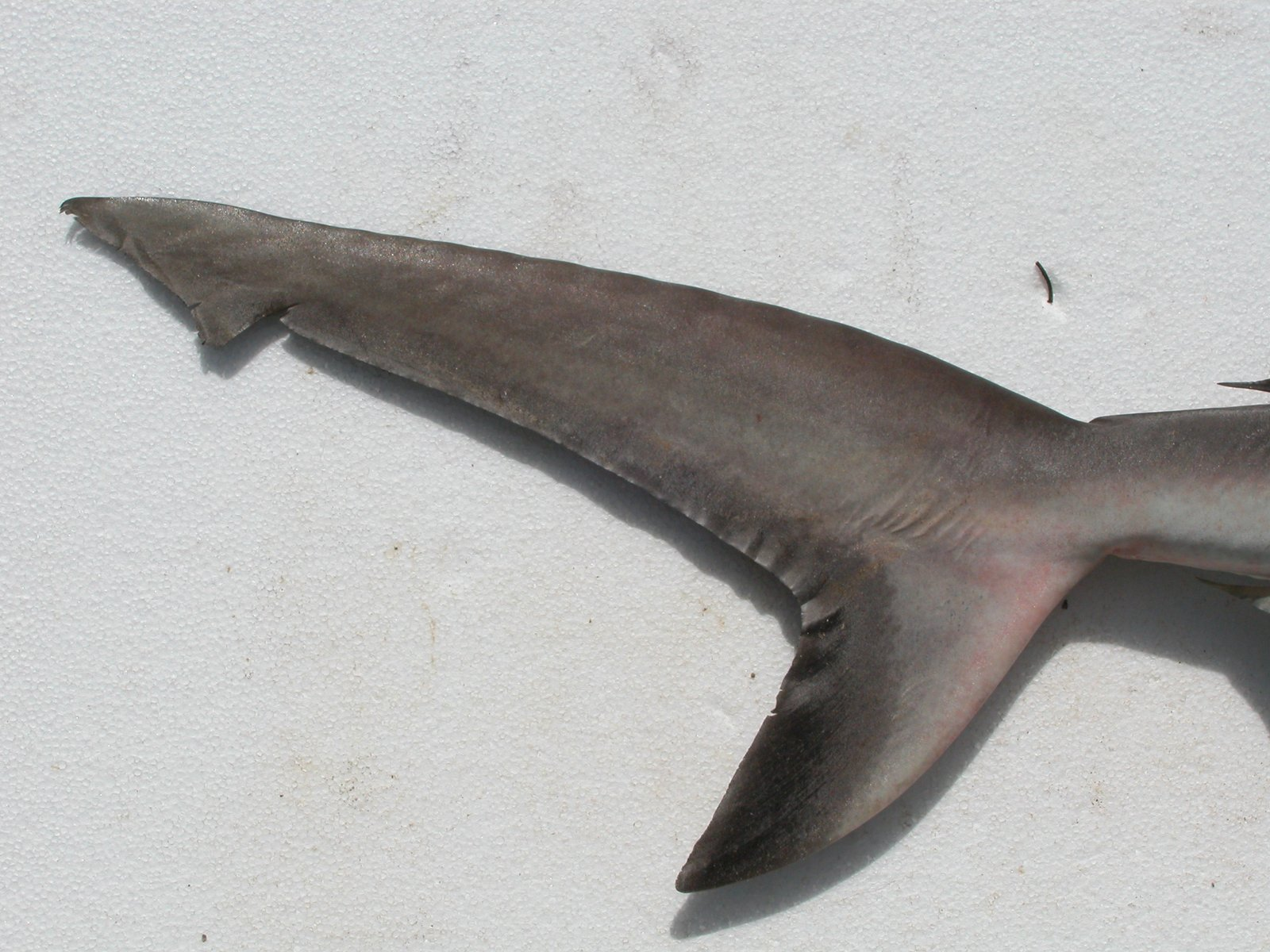
الزعنفة الذيلية لسمك قرش الشعاب الرمادي

كما هو الحال مع معظم الأسماك توفر ذيول أسماك القرش قوة دفع، مما يجعل السرعة والتسارع يعتمدان على شكل الذيل. وتختلف أشكال الزعنفة الذيلية بشكل كبير بين أنواع أسماك القرش، وذلك نظرًا لتطورها في بيئات منفصلة. تمتلك أسماك القرش زعنفة ذيلية غير متجانسة (بالإنجليزية: heterocercal)‏ يكون فيها الجزء الظهري عادة أكبر بشكل ملحوظ من الجزء البطني. وذلك لأن العمود الفقري لسمك القرش يمتد إلى ذلك الجزء الظهري، مما يوفر مساحة سطح أكبر لربط العضلات. وهذا يسمح بحركة أكثر كفاءة بين هذه الأسماك الغضروفية السالبة الطفو. وعلى النقيض من ذلك تمتلك معظم الأسماك العظمية زعنفة ذيلية متجانسة (بالإنجليزية: homocercal)‏.

تتمتع أسماك قرش النمر بفص علوي كبير، مما يسمح بالإبحار البطيء والاندفاعات المفاجئة للسرعة. يجب أن يكون القرش النمر قادرًا على الالتواء والالتفاف في الماء بسهولة عند الصيد لدعم نظامه الغذائي المتنوع، في حين أن القرش البوربيجل الذي يصطاد أسماكًا مربية مثل الماكريل والرنجة، لديه فص سفلي كبير لمساعدته على مواكبة سرعة سباحة فريسته. تساعد تعديلات الذيل الأخرى أسماك القرش على اصطياد الفرائس بشكل مباشر، مثل استخدام القرش الدراس لفصه العلوي القوي والممدود لصعق الأسماك والحبار.

## توليد الدفع
تولد الزعانف ذات الشكل الرقيق (بالإنجليزية: Foil)‏ الدفع عند تحريكها، ورفع الزعنفة يحرك الماء أو الهواء ويدفع الزعنفة في الاتجاه المعاكس. وتحصل الحيوانات المائية على قوة دفع كبيرة عن طريق تحريك الزعانف ذهابًا وإيابًا في الماء. غالبًا ما يتم استخدام زعنفة الذيل لكن بعض الحيوانات المائية تولد قوة دفع من الزعانف الصدرية.
يحدث التجويف عندما يتسبب الضغط السلبي في تشكل فقاعات (تجاويف) في سائل ثم ينهار بسرعة وبعنف. ويمكن أن يسبب ذلك تلفًا وتآكلًا كبيرًا. يمكن أن يحدث تلف التجويف في زعانف الذيل لحيوانات بحرية السباحة القوية مثل الدلافين والتونة. ومن المرجح أن يحدث التجويف بالقرب من سطح المحيط، حيث يكون ضغط المياه المحيط منخفضًا نسبيًا. وحتى لو كانت لديها القدرة على السباحة بشكل أسرع، فقد تضطر الدلافين إلى تقييد سرعتها لأن فقاعات التجويف المنهارة على ذيلها مؤلمة للغاية. كما يعمل التجويف أيضًا على إبطاء سمك التونة، ولكن لسبب مختلف. فعلى عكس الدلافين لا تشعر هذه الأسماك بالفقاعات، لأنها تمتلك زعانف عظمية بدون نهايات عصبية. ومع ذلك لا يمكنهم السباحة بشكل أسرع لأن فقاعات التجويف تخلق غشاء بخاري حول زعانفهم مما يحد من سرعتها. وقد تم العثور على آفات على التونة تتوافق مع أضرار التجويف.
تعتبر أسماك سكومبريد (التونة والماكريل والبونيتو) من السباحين ذوي الأداء العالي بشكل خاص. يوجد على طول الهامش الموجود في مؤخرة أجسامهم خط من الزعانف الصغيرة الخالية من الأشعة وغير القابلة للسحب والمعروفة باسم الزعانف (بالإنجليزية: finlets)‏. وكان هناك الكثير من التكهنات حول وظيفة هذه الزعانف. وأشارت الأبحاث التي أجراها نوين ولودر (بالإنجليزية: Nauen and Lauder)‏ في عامي 2000 و2001 إلى أن «الزعانف لها تأثير هيدروديناميكي على التدفق المحلي أثناء السباحة الثابتة» وأن «الزعنفة الأكثر خلفية موجهة لإعادة توجيه التدفق إلى دوامة الذيل النامية، مما قد يزيد الدفع الناتج عن ذيل الماكريل السبّاحة».

تستخدم الأسماك زعانف متعددة؛ لذلك من الممكن أن يكون لزعنفة معينة تفاعل هيدروديناميكي مع زعنفة أخرى. وعلى وجه الخصوص قد تكون الزعانف مباشرة في أعلى منبع الزعنفة الذيلية (الذيل) زعانف قريبة يمكن أن تؤثر بشكل مباشر على ديناميكيات التدفق في الزعنفة الذيلية. ففي عام 2011 تمكن الباحثون الذين يستخدمون تقنيات التصوير الحجمي (Particle image velocimetry) من إنشاء «أول مناظر فورية ثلاثية الأبعاد لهياكل اليقظة حيث يتم إنتاجها بواسطة أسماك تسبح بحرية». ووجدوا أن «ضربات الذيل المستمرة أدت إلى تكوين سلسلة متصلة من حلقات الدوامة» وأن «استيقاظ الزعنفة الظهرية والشرجية مقيدة بسرعة بواسطة الزعنفة الذيلية، تقريبًا في غضون الإطار الزمني لضرب الذيل اللاحق».

## السيطرة على الحركة
بمجرد إنشاء الحركة، يمكن التحكم في الحركة نفسها باستخدام زعانف أخرى.
غالبًا ما تتشكل أجسام أسماك الشعاب المرجانية بشكل مختلف عن أسماك المياه المفتوحة (Pelagic fish). وعادة ما تُبنى أسماك المياه المفتوحة من أجل السرعة، وتكون مبسطة مثل الطوربيدات لتقليل الاحتكاك أثناء تحركها عبر الماء. وتعمل أسماك الشعاب المرجانية في المساحات الضيقة نسبيًا والمناظر الطبيعية المعقدة تحت الماء للشعاب المرجانية. تعتبر القدرة على المناورة أكثر أهمية من سرعة الخط المستقيم، لذلك طورت أسماك الشعاب المرجانية أجسامًا تعمل على تحسين قدرتها على الانطلاق وتغيير الاتجاه. إنهم يخدعون الحيوانات المفترسة عن طريق التهرب داخل الشقوق في الشعاب المرجانية أو لعب الغميضة حول رؤوس المرجان. لقد تطورت الزعانف الصدرية والحوضية للعديد من أسماك الشعاب المرجانية مثل سمكة الفراشة، وسمكة الدامسيل، والسمكة الملائكية، بحيث يمكن أن تعمل كمكابح وتسمح بمناورات معقدة. العديد من أسماك الشعاب المرجانية مثل سمكة الفراشة وسمكة الآنسة والسمكة الملائكية، قد طورت أجسامًا عميقة ومضغوطة جانبياً مثل الفطيرة، وسوف تتناسب مع الشقوق في الصخور. لقد تطورت زعانفها الحوضية والصدرية بشكل مختلف، لذا فهي تعمل جنبًا إلى جنب مع الجسم المسطح لتحسين القدرة على المناورة. تعتمد بعض الأسماك مثل السمكة المنتفخة وسمك الملفوف وسمك الصندوق على الزعانف الصدرية للسباحة وبالكاد تستخدم زعانف الذيل على الإطلاق.

## التكاثر
تحتوي الأسماك الغضروفية الذكرية (أسماك القرش والشفنين)، وكذلك ذكور بعض الأسماك ذات الزعانف الحاملة للأشعة والتي لا زالت الحية، على زعانف تم تعديلها لتعمل كأعضاء دخيلة (بالإنجليزية: Intromittent organ)‏، وملحقات تكاثرية تسمح بالتخصيب الداخلي. في الأسماك ذات الزعانف الشعاعية يطلق عليها اسم غونوبوديا (gonopodia) أو أندروبوديا (andropodia)، وفي الأسماك الغضروفية تسمى كلاسبيرس (claspers).